# Athinai (Schiff)
Die Athinai war ein 1909 in Dienst gestellter griechischer Transatlantik-Ozeandampfer, der im Passagier- und Frachtverkehr von Griechenland nach New York City eingesetzt wurde und am 19. September 1915 auf hoher See ausbrannte und aufgegeben werden musste.

## Das Schiff
Das 6.742 BRT große, aus Stahl gebaute Dampfschiff Athinai wurde für die 1908 gegründete griechische Reederei Hellenic Transatlantic Steam Navigation Company gebaut, die 1908 die Bestände der bankrottgegangenen Hellenic Transatlantic Line übernahm. Die Reederei übernahm das einzige Schiff der Hellenic Transatlantic Line, die 1907 in Dienst gestellte Moraitis, die in Themistocles umbenannt wurde. Als Ergänzung wurde bei der Bauwerft Sir Raylton Dixon & Co. Ltd. in der nordenglischen Hafenstadt Middlesbrough die Athinai bestellt, die am 19. Juni 1908 vom Stapel lief und im Passagierverkehr von Piräus über Kalamata und Patras nach New York eingesetzt wurde. Die Jungfernfahrt fand am 15. März 1909 statt.
Das 128 Meter lange und 15,8 Meter breite Schiff wurde von zwei dreizylindrigen Dreifachexpansions-Dampfmaschinen auf einen Doppelpropeller angetrieben und konnte eine Geschwindigkeit von 14 Knoten (25,9 km/h) erreichen. Von November 1912 bis Juni 1913 stand die Athinai als Transportschiff im Dienst der Griechischen Marine, wonach sie ihren Passagierdienst wieder aufnahm.
Am 14. April 1912 setzte die Athinai bei den Koordinaten 41° 51′ N, 49° 52′ W einen Funkspruch an die Titanic ab, die sie darin über Eisberge und ausgedehnte Treibeisfelder informierte. Im August 1914 ging die Hellenic Transatlantic Steam Navigation Company pleite, und die Athinai wurde von dem Konzern National Steamship Navigation Company gekauft, der sie in den Dienst der National Greek Line überstellte. Für diese Reederei bediente die Athinai weiterhin ihre gewohnte Route.

## Brand und Untergang
Am Montag, dem 13. September 1915 legte die Athinai unter dem Kommando von Kapitän Nicolas Boziatgiles in New York zu ihrer nächsten Überfahrt nach Piräus ab. An Bord waren neben der 70-köpfigen Besatzung und einer Ladung aus Kaffee, Reis, Baumwolle und Zeitungen insgesamt 438 Passagiere (62 Erste Klasse, 51 Zweite Klasse, 325 Dritte Klasse). Am Morgen des 18. September brach im verschlossenen Laderaum Nr. 2 ein Feuer aus. Kapitän Boziatgiles befahl das Schließen der Lüftungsöffnungen von Laderaum Nr. 2 und ließ Dampf in die Abteilung leiten, um das Feuer unter Kontrolle zu bringen.
Am darauf folgenden Morgen, dem 19. September, entfachten sich die Flammen erneut. Nun wurde über den drahtlosen Funk ein allgemeiner Notruf abgesetzt und Löschwasser in den Laderaum gepumpt. Das Notsignal wurde von mehreren Schiffen empfangen, die sich daraufhin auf den Weg zur Athinai machten, darunter die Tuscania (Kapitän Peter McLean) der Anchor Line, die Minnehaha (Kapitän Frank Claret) der Atlantic Transport Line, die La Touraine der französischen Compagnie Générale Transatlantique und der britische Frachter Roumanian Prince. Als die Schiffe eintrafen, war das Feuer bereits außer Kontrolle.

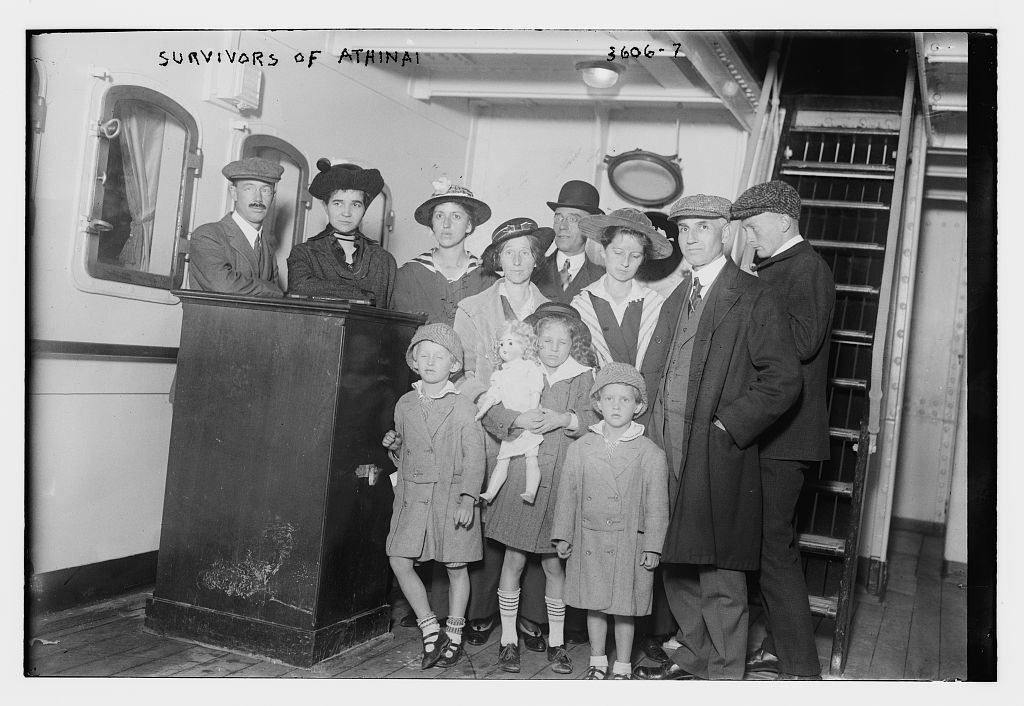
Überlebende der Athinai

Die Passagiere und Besatzungsmitglieder der Athinai, die den meisten Aussagen zufolge während der gesamten Aktion ruhig und diszipliniert blieben, wurden in Rettungsbooten zur Tuscania und zur Roumanian Prince transferiert. Vor allem die Besatzung der Tuscania wurde danach für ihren unermüdlichen Einsatz bei der Rettung gelobt. Der brennende Dampfer wurde schließlich auf der Position 40° 54′ N, 58° 47′ W aufgegeben. Durch das Unglück kam ein Mensch ums Leben: Thomas Sotir, ein Passagier der Zweiten Klasse aus Meadville (Pennsylvania), erlag den Folgen eines Herzinfarkts 15 Stunden, nachdem er durch die Tuscania aufgenommen worden war. Ernsthaft verletzt wurde niemand. Die meisten Passagiere und Besatzungsmitglieder trafen am 21. September an Bord der Tuscania in New York ein, der Rest folgte kurz darauf mit der Roumanian Prince. Unter den Passagieren waren nach Angaben der New York Times 32 Frauen und 22 Kinder sowie insgesamt 45 US-Amerikaner.

## Nachspiel
Direkt nach dem Unglück äußerte Kapitän Boziatgiles seine Überzeugung, dass der Brand auf der Athinai durch Brandbomben ausgelöst wurde. Er wies darauf hin, dass das Feuer in einem Lagerraum ausgebrochen war, in dem nur schwer entflammbare Güter gelagert wurden und dass die Flammen am Morgen des 19. September zudem mehrfach wieder aufgeflammt waren, obwohl sie durch Dampf und Löschwasser abgeschwächt worden waren. Außerdem waren die Zugänge verschlossen, sodass während der Fahrt niemand Zugang zu dem Raum hatte. Auch der Interessenvertreter der Reederei teilte bei einer Pressekonferenz im Athens Hotel in New York mit, dass er an einen Anschlag glaubte.
Die National Steamship Navigation Company ließ durch geheimdienstliche Ermittlungen die Arbeiter untersuchen, die an der Beladung der Laderäume des Schiffs beteiligt gewesen waren. Am 24. Oktober 1915 wurden die beiden Deutschen Robert Fay und Walter Scholz festgenommen, nachdem sie versucht hatten, zehn Pfund explosive Pikrinsäure zu kaufen. Dies hatte sie verdächtig gemacht und die Aufmerksamkeit der Ermittler auf sie gezogen, die in der Wohnung der beiden Männer und in einem angemieteten Schließfach Sprengstoff, Karten des New Yorker Hafens und selbstgebaute Bomben fanden. Fay, der behauptete, ein deutscher Spion zu sein, wurde zusammen mit Scholz und einem weiteren Mann wegen „Verschwörung zur Zerstörung von Fahrzeugen“ verurteilt. Ob sie für den Brand auf der Athinai verantwortlich waren, bzw. ob es sich bei dem Zwischenfall überhaupt um einen Anschlag handelte, konnte nie aufgeklärt werden.